# GTV上野乙父中継局
GTV上野乙父中継局（ジーティブイうえのおつちちゅうけいきょく）は、群馬県多野郡上野村に置かれていたアナログテレビ中継局。

## 中継局

### アナログ放送
| 放送局名      | チャンネル | 空中線電力        | ERP                | 放送対象地域 | 放送区域内世帯数 |
| GTV群馬テレビ | 62ch       | 映像1W /音声250mW | 映像4.4W /音声1.1W | 群馬県       | 不明             |

- 2011年7月24日の停波を以って廃局となった。

### デジタル放送
- 非該当である

## 置局住所
- 多野郡上野村乙父（国道299号線父母トンネルの山）